# Maurice Benard
Mauricio Jose Morales, bardziej znany jako Maurice Benard (ur. 1 marca 1963 w Martinez) – amerykański aktor. Odtwórca roli Sonny’ego Corinthosa w operze mydlanej ABC Szpital miejski (General Hospital), za którą otrzymał cztery nagrody Soap Opera Digest (1996, 2000, 2003, 2005) i trzy nagrody Emmy (2003, 2019, 2021).

## Życiorys

### Wczesne lata
Urodził się w Martinez w Kalifornii jako młodszy z dwóch synów Marthy Morales, pracownika banku z Salwadoru, i Humberto Moralesa, urodzonego w Nikaragui właściciela piekarni. Jego kuzyn Marvin Benard jest baseballistą. Dorastał w San Francisco. Uczęszczał do College Park High School w Pleasant Hill w Kalifornii. Wkrótce przeniósł się do Nowego Jorku.

### Kariera
Swój pseudonim przyjął od ulubionej cioci, która interesowała się aktorstwem, pojawiając się w lokalnych sztukach i pracowała z trenerem głosu. Jako dwudziestokilkulatek pracował jako model i wziął udział w reklamie Forda. Po przesłuchaniu, dostał swoją pierwszą rolę jako Nico Kelly w operze mydlanej ABC Wszystkie moje dzieci (All My Children), gdzie występował od 1 grudnia 1987 do 11 stycznia 1990. Zebrał pozytywne recenzje za występ jako Desi Arnaz w telewizyjnym biograficznym melodramacie historycznym CBS Lucy i Desi: Przed śmiechem (Lucy & Desi: Before the Laughter, 1991) z Frances Fisher. Pojawił się w dreszczowcu CBS Zabójczy urok (Her Wicked Ways, 1991) z Barbarą Eden i Heather Locklear.
13 sierpnia 1993 przyjął rolę romantycznego gangstera Michaela „Sonny’ego” Corinthosa, Jr., który cierpi na zaburzenia afektywne dwubiegunowe w operze mydlanej ABC Szpital miejski (General Hospital). Wystąpił w niezależnym filmie zatytułowanym The Ghost and the Whale, którego producentem wykonawczym była jego żona.

## Życie prywatne
11 sierpnia 1990 zawarł związek małżeński z Paulą Smith. Mają czworo dzieci: Cailey Sofia (ur. 18 września 1994), Cassidy Rose (ur. 18 kwietnia 1999), Joshua James (ur. 5 grudnia 2004). Od 20 kwietnia 2008 zaadoptowali Heather Ann.
W wieku 22 lat u Maurice’a Benarda zdiagnozowano zaburzenia afektywne dwubiegunowe. Od tego czasu stał się rzecznikiem leczeniu zaburzeń zdrowia psychicznego.

## Filmografia

### Filmy
- 1991: Zabójczy urok (Her Wicked Ways) jako Steve
- 1991: Lucy & Desi: Before the Laughter jako Desi Arnaz
- 1992: Rubin (Ruby) jako Diego
- 1993: Mi Vida Loca jako Creeper
- 1996: Tajemnice rodzinne (To Face Her Past) jako Jesse Molina
- 1999: Operacja Splitsville (Operation Splitsville) jako Frank
- 1999: Adwokat śmierci (Restraining Order) jako Sicko
- 2000: Crystal Clear jako Steven
- 2009: Confession jako Mitch
- 2010: The Penny jako The Penny (głos)
- 2014: The Ghost and the Whale jako Joseph Hawthorne

### Seriale TV
- 1987–1990: Wszystkie moje dzieci (All My Children) jako Nico Kelly
- 1990: Drug Enforcement Administration (DEA) jako Curro
- 1991: Stat jako Jorge Rosario
- 1992: Dark Justice jako Chłopak Kelly Cochrane
- od 1993: Szpital miejski (General Hospital) jako Michael „Sonny” Corinthos, Jr.
- 2000: Port Charles jako Sonny Corinthos
- 2007: General Hospital: Night Shift jako Sonny Corinthos